# Anton Iwanowitsch Stuckenberg

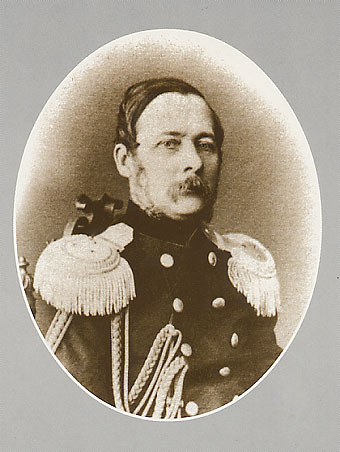
Anton Iwanowitsch Stuckenberg

Anton Iwanowitsch Stuckenberg (russisch Антон Иванович Штукенберг; * 15. Augustjul. / 27. August 1816greg. in Wyschni Wolotschok, Gouvernement Twer; † 7. Märzjul. / 19. März 1887greg. in St. Petersburg) war ein russischer Verkehrsingenieur und Schriftsteller.

## Leben
Stuckenbergs Vater Johann Christian Stuckenberg aus Blankenburg im Herzogtum Oldenburg trat 1807 in den russischen Militärdienst und wurde als Geograph bekannt.
Stuckenberg studierte am St. Petersburger Institut für Verkehrsingenieurwesen mit Abschluss 1836 als Porutschik. Darauf wurde er nach Ostsibirien geschickt. Er erkundete Verkehrswege in den transbaikalischen Bergen und trassierte die Baikalbahn. Dort lernte er verbannte Dekabristen kennen, von denen einige, so auch Nikolai Alexandrowitsch Bestuschew, seine Freunde wurden. Die Erzählung Alexander Iwanowitsch Jakubowitschs über das Duell mit Alexander Sergejewitsch Gribojedow schrieb er auf.
Nach seiner Rückkehr 1840 wurde Stuckenberg sogleich im Rajon Nowgorod bei den Arbeiten zur Sanierung des Wischerski-Kanals des Wyschni Wolotschok-Wassersystems eingesetzt.
1842 begann Stuckenberg nach Untersuchung der Trasse den Bau der Teilstrecke der Nikolaibahn von Wyschni Wolotschok bis zur Station Kalaschnikowo (Rajon Lichoslawl). Nach Eröffnung der Teilstrecke leitete er den Bau der Teilstrecke von Okulowka bis Twer.
1855 wurde Stuckenberg von der Verkehrswesenhauptverwaltung zum Bau von Militärbahnen auf die Krim geschickt. 1857 wurde er Abteilungsleiter im Bereich I der Verkehrswesenhauptverwaltung in St. Petersburg. 1859 wurde nach seinen Plänen in St. Petersburg die neue Kamennoostrowski-Brücke von der Aptekarski-Insel über die Kleine Newka zur Kamenny-Insel gebaut, bei der statt der Strebebögen ein komplexes Balkenverstrebungssystem angewendet wurde. Auch baute er die neue Große Krestowski-Brücke von der Petrograder Insel über die Kleine Newka zur Krestowski-Insel.
1863 wurde Stuckenberg Leiter des  Bereichs III der Verkehrswesenhauptverwaltung in Moskau. 1865 wurde er Mitglied des Komitees für Technik und Bau beim Ministerium für Innere Angelegenheiten in St. Petersburg (bis zu seinem Tode). 1873 wurde er Seniortechniker bei der St. Petersburger Stadtverwaltung. Dadurch wirkte er bei der Arbeit der Kommission für den Bau der Kaiser-Alexander II.-Brücke über die Newa mit (1879 eröffnet).
Neben seiner Berufstätigkeit hatte sich Stuckenberg immer auch schriftstellerisch betätigt. Im Zusammenhang mit seiner Berufstätigkeit befasste er sich in breiterem Rahmen beispielsweise mit Problemen des Eisenbahnbaus und des Wasserleitungsbaus. Er rezensierte ein Buch des Architekten Graf Nicolas de Rochefort. Er schrieb Biografien seines Vaters und Josif Korizkis. Unter dem Pseudonym A. Krutogorow gab er eine Gedichtsammlung heraus. Nach seinem Tode erschienen drei weitere Gedichte und seine Memoiren, in denen er sein Leben ab 1836 beschrieb.
Stuckenberg wurde auf dem St. Petersburg Wolkowo-Friedhof im lutherischen Teil begraben.

## Familie
Stuckenberg hatte zwölf Kinder aus zwei Ehen, darunter mehrere bekannte Söhne: Anton Antonowitsch (1867–1942) war Geologe und Heimatforscher. Alexander Antonowitsch war Geologe und Paläontologe. Jewgeni Antonowitsch war Stadtarchitekt von Nikolajew. Leopold (Lew) Antonowitsch (1857–1920?) war Eisenbahningenieur und hauptsächlich an der Transsibirischen Eisenbahn tätig. Er veröffentlichte 1891 ein Buch zu Eisenbahnvermessungen. Auch seine Brüder Wladimir und Pawel Stuckenberg waren am Bau der Transsibirischen Eisenbahn beteiligt: Pawel Antonowitsch (1862–1897) war für den Abschnitt von Tscheljabinsk nach Omsk verantwortlich, Wladmir Antonowitsch (1860–?) für Tscheljabinsk–Sretensk, Wladiwostok–Chabarowsk und Orenburg-Taschkent. Wladimirs Sohn Pawel Wladimirowitsch (1894–?) wurde ebenfalls Eisenbahningenieur.